# Verflucht sei, was stark macht
Verflucht sei, was stark macht (Originaltitel: The Lords of Discipline) ist ein US-amerikanischer Spielfilm aus dem Jahre 1983, der sich mit dem Thema Rassismus und unmenschlicher Behandlung von Kadetten beschäftigt. Er basiert auf dem Roman The Lords of Discipline von Pat Conroy und wurde von Franc Roddam inszeniert, in den Hauptrollen ist neben bekannten Schauspielern wie David Keith, Judge Reinhold, Bill Paxton und Michael Biehn auch der ehemalige Boxer Mark Breland zu sehen. Der Film wurde vollständig in England gedreht, im Wesentlichen im Wellington College in Berkshire. Der Grund dafür war, dass keine amerikanische Militärakademie bereit war, Dreharbeiten zuzulassen, da sich der Film kritisch mit Rassismus im amerikanischen Militär auseinandersetzt.

## Handlung
Die Handlung spielt im Jahr 1964 im Carolina Military Institute, einer fiktiven Militärakademie in den Südstaaten, an der Tom Pearce als erster Afroamerikaner an der Akademie aufgenommen wird. Der ältere Kadett Will McLean wird von seinem Mentor Oberstleutnant Berrineau beauftragt, Pearce zu unterstützen. Zur Tradition der Akademie gehört auch die Erniedrigung junger Kadetten als Initiation, diese sind für die älteren Kadetten gewissermaßen Freiwild, wobei Pearce aufgrund seiner Hautfarbe besonders beleidigt und gedemütigt wird; so beinhalten die Schikanen oft auch Gefährdung von Leib und Leben, zusätzlich wird Pearce als „Nigger“, „Niggerboy“ oder „Boy“ beschimpft. General Durrell, der Leiter der Akademie, beklagt in einer Predigt den moralischen Verfall der USA und verlangt von den Kadetten die Einhaltung ethischer Grundsätze.
Pearce und der übergewichtige Poteete werden zum Ziel einer im Verborgenen agierenden Verbindung aus Kadetten mit dem Namen „Die Zehn“, welche mit Schikanen versucht, ihrer Meinung nach „ungeeignete“ Kadetten dazu zu bringen, dass diese Akademie verlassen; diese Schikanen führen schließlich zum Tod Poteetes. Da Die Zehn Pearce aus rassistischen Motiven nicht als vollwertigen Menschen betrachten, versuchen sie mit allen Mitteln, den Afroamerikaner aus der Akademie zu ekeln: Pearce wird zunächst bewusst geschnitten und später körperlich angegriffen und erhält Morddrohungen, ohne von Kameraden Hilfe zu bekommen. Nach außen hin zeigen die Akademie und die Kadetten jedoch einen kameradschaftlichen, christlichen und patriotischen Lebensstil.
Nachdem Pearce trotz der Schikanen nicht die Akademie verlässt, entführen und foltern ihn Die Zehn. Pignetti, den die Zehn ebenfalls auf dem Kerbholz haben, wird durch ein akademieinternes Ehrengericht des Diebstahls angeklagt und aus der Akademie entlassen. McLean gelingt es jedoch, die Verschwörung aufzuklären, dabei bemerkt er, dass auch seine Freunde Rassisten sind und es stellt sich heraus, dass General Durrell ebenfalls in die Verschwörung verstrickt ist. Letztlich zwingt McLean die Verantwortlichen zum Rücktritt, verspricht jedoch, den Skandal nicht an die große Glocke zu hängen.

## Bemerkenswertes
- Pat Conroy, der Autor des Romans The Lords of Discipline, ist selbst Absolvent der Militärakademie The Citadel (offiziell: The Citadel, The Military College of South Carolina) in South Carolina, die als Vorbild für die Akademie im Film gedient hatte[1].
- Die Produktionskosten des Films betrugen 3.011.932 US-Dollar, er startete mit 800 Kopien und war dank seines Einspielergebnisses von 11.787.127 Dollar in den USA ein beachtlicher kommerzieller Erfolg.
- Michael Biehn, Bill Paxton, Rick Rossovich und William Hope spielten später in zahlreichen Filmen James Camerons mit, weiters spielten Biehn, Paxton und Rossovich zusammen im 1990 erschienenen Spielfilm Navy Seals – Die härteste Elitetruppe der Welt mit.

## Unterschiede zum Buch
- Poteete erhängt sich im Buch, im Film stürzt er vom Dach.
- Nach seinem „walk of shame“ begeht Pignetti Selbstmord. Im Film wird er dagegen von der Akademie verwiesen und ein Teil des Deals von McLean mit Durell ist, dass er im nächsten Jahr an die Akademie zurückkehren darf.
- Der gesamte Handlungsstrang mit McLean und Annie Kate Gervais fehlt im Film völlig.
- Im Roman haben McLean und Pearce keinen direkten Kontakt miteinander.

## Kritik
- Janet Maslin beurteilte den Film seinerzeit in ihrer Kritik in der New York Times eher negativ. Sie erwähnte die darstellerische Leistung von Keith und Breland positiv, hielt den Film insgesamt allerdings für zu flach und auch etwas unglaubwürdig, außerdem empfand sie die Folterszenen als zu brutal.[2]

- James Kendrick lobt in einer kritischen Rückschau auf imdb.com die schauspielerische Leistung von Keith und Rossovich. Er kritisiert jedoch, dass alle Charaktere in dem Film Rassisten seien und der Regisseur sich vom Rassismus nicht glaubwürdig distanzieren würde. Kendrick stellt den Film eine Reihe von Militärfilmen, die am Beginn der 1980er-Jahre erschienen, wie zum Beispiel Die Kadetten von Bunker Hill (1981) oder Ein Offizier und Gentleman (1983), allerdings bemängelt er, dass der Film weder den Idealismus des erstgenannten noch die Romantik des zweitgenannten Films besäße.[3]

## Veröffentlichung
Die US-Premiere fand am 18. Februar 1983 statt, in der Bundesrepublik Deutschland erschien der Film im Januar 1986 zuerst auf Video und kam erst später am 30. Juli 1987 in die Kinos.